# 石井道遠
石井 道遠（いしい みちとお、1951年（昭和26年）12月11日 - ）は、日本の財務官僚、昆虫研究家。第40代国税庁長官。東日本銀行頭取・会長、コンコルディア・フィナンシャルグループ副社長を歴任した。東京都出身。趣味は昆虫採集。

## 略歴
- 1970年（昭和45年）3月 開成高等学校卒業[2]。
- 1974年（昭和49年）3月 東京大学法学部第2類（公法コース）卒業[2][1]
- 1974年（昭和49年）4月 大蔵省入省（大臣官房調査企画課[3]）[1]。
- 1976年（昭和51年）7月 仙台国税局調査査察部[3][4]。
- 1977年（昭和52年）7月 大蔵省国際金融局国際機構課国際機関係長[3]。
- 1979年（昭和54年）7月10日 武雄税務署長。
- 1980年（昭和55年）7月 大蔵省銀行局特別金融課長補佐[4]。
- 1982年（昭和57年）6月 自治省行政局行政課長補佐[4]。
- 1984年（昭和59年）7月 大蔵省理財局国債課長補佐[4]。
- 1986年（昭和61年）6月 大蔵省銀行局中小金融課長補佐[4]。
- 1988年（昭和63年）6月 大蔵省銀行局銀行課長補佐[4]。
- 1989年（平成元年）6月23日 大蔵省大臣官房企画官。
- 1991年（平成3年）6月18日 東京国税局査察部長。
- 1992年（平成4年）7月7日 国税庁調査査察部査察課長[4]。
- 1994年（平成6年）7月8日 大蔵省主計局主計官。
- 1995年（平成7年）5月26日 大蔵省銀行局中小金融課長。
- 1998年（平成10年）6月22日 大蔵省大臣官房付。
- 1998年（平成10年）7月13日 大蔵省大臣官房秘書課長。
- 2001年（平成13年）1月6日 財務省大臣官房秘書課長。
- 2001年（平成13年）7月13日 財務省大臣官房審議官（主税局担当）。
- 2004年（平成16年）7月2日 財務省大臣官房総括審議官。
- 2005年（平成17年）7月13日 国税庁次長。
- 2006年（平成18年）7月28日 主税局長。
- 2007年（平成19年）7月10日 財務省会計センター所長兼財務総合政策研究所長。
- 2008年（平成20年）7月4日 国税庁長官。
- 2009年（平成21年）7月14日 退官。
- 2009年（平成21年）8月 独立行政法人経済産業研究所上席研究員[1]。
- 2010年（平成22年）2月 株式会社東日本銀行顧問[1]。
- 2010年（平成22年）6月 株式会社東日本銀行代表取締役副頭取[1]。
- 2011年（平成23年）4月 株式会社東日本銀行代表取締役頭取[1][5]。
- 2016年（平成28年）4月 株式会社コンコルディア・フィナンシャルグループ代表取締役副社長。
- 2018年（平成30年）6月 株式会社東日本銀行取締役会長。
- 2018年（平成30年）8月末 東日本銀に対する金融庁からの業務改善命令を受け、不祥事の責任を取り会長から退く[6][7]。
- 2018年（平成30年）9月 株式会社東日本銀行特別顧問[8]。
- 2019年（令和元年）5月 アンダーソン・毛利・友常法律事務所顧問[8]。
- 2022年（令和4年）4月 瑞宝重光章受章[9]。
- 2024年（令和6年）6月 一般社団法人日本昆虫研究会名誉顧問。